# 江益凛
江益 凛（えます りん、1995年8月11日 - ）は、千葉県出身の女優、モデル。千葉県立八千代高校卒業。駒澤大学経済学部中退。

## 人物
1995年8月11日生まれ。目の色は茶色、特技はバスケットボール、剣道(二段)、書道(四段)、歌唱等。好きな食べ物は杏仁豆腐、酢豚(パイナップル抜き)。趣味はゲームとカラオケ。特にゲーム三國無双(魏の賈詡は結婚したいほど大好き)。高校時代に演劇部で部長を務め、全国高等学校演劇大会（『日の丸水産～ヒミコ、日野家を語る～』2012年）にて優良賞を受賞。駒澤大学に進学、2015年度より女優業を開始、2016年に株式会社ドルチェスターに所属(2018年10月31日に退所)、2020年に株式会社チーズfilmに所属(2024年3月31日に退所)。2016年11月からSHOWROOM『えますりんがこたえます』で不定期配信。マシェバラにて2020年2月~3月にドラマ「ぞくり。」出演女性キャストオーディション、2021年3月~4月に映画「ホラーちゃんねる 樹海」主演配役オーディションに参加し、出演権を獲得。

## 出演

### テレビ
- 2014年8月　千葉テレビ「魁！武藤塾」
- 2015年7月　テレビ神奈川「I LOVE BAYSTARS」応援コメント出捐
- 2015年7月　テレビ朝日「手裏剣戦隊ニンニンジャー」船乗客役
- 2015年8月　テレビ朝日 土曜ワイド「警視庁・捜査一課長」
- 2015年8月　テレビ朝日「エイジハラスメント」
- 2015年10月　日本テレビ「掟上今日子の備忘録」美術館職員役
- 2015年10月　日本テレビ「エンジェルハート」
- 2020年11月　東京ケーブルネットワーク「あらぶんちょ!」隣の客：江益凛
- 2021年12月　東京ケーブルネットワーク「あらぶんちょ!」隣の客：江益凛
- 2023年2月　エンタメ～テレ「心霊グラインドハウス～ねむりめ～ #1」呪いの黙示録 制作デスク 江益凛役

### 映画
- 2017年10月1日「この宇宙のどこかで」かすみ役
- 2018年1月6日 「牙狼〈GARO〉 神ノ牙-KAMINOKIBA-」女ホラー役
- 2018年9月23日「平成最後の夏」女子高生/女子大生役
- 2018年11月3日「走れ！T高バスケット部」女子バレー部員役
- 2020年9月24日「30days」
- 2021年6月7日「ゾンビが家にやってきた 感染注意報」
- 2021年9月21日「わたしが死ぬ夢を悲しいと思ってしまう」第三話 仁志咲世子役
- 2021年10月5日「わたしが死ぬ夢を悲しいと思ってしまう」最終話 仁志咲世子役
- 2022年1月28日「ホラーちゃんねる 樹海」

### セルDVD
- 2020年10月2日「ぞくり。 怪談夜話 都市伝説物語 怖」佳純役
- 2020年10月2日「呪いの黙示録 第二章」制作デスクの江益凛役
- 2021年5月6日「呪いの黙示録 第三章」制作デスクの江益凛役
- 2021年9月3日「呪いの黙示録 第四章」制作デスクの江益凛役
- 2022年4月8日「呪いの黙示録 第五章」制作デスクの江益凛役
- 2022年7月8日「呪いの黙示録 第六章」制作スタッフの江益凛役
- 2022年12月9日「呪いの黙示録 第七章」制作スタッフの江益凛役
- 2023年5月3日「呪いの黙示録 第八章」制作スタッフの江益凛役
- 2023年9月8日「呪いの黙示録 第九章」制作スタッフの江益凛役
- 2024年2月2日「呪いの黙示録 第十章」制作スタッフの江益凛役
- 2024年9月6日 「呪いの黙示録 第十一章」制作スタッフの江益凛役

### 舞台
- 第58回全国高等学校演劇大会(富山大会)『日の丸水産～ヒミコ、日野家を語る～』末（すえ）役 (2012年8月10日)優秀賞
- 演劇ユニットザレ×ゴト第10回公演『歌う金魚のアラベスク』アンナ役 (2015年5月20日-24日) シアター風姿花伝
- 劇団スプーキーズ第14回公演『おおきに龍馬』白峰駿馬役 (2015年9月16日-20日) シアターグリーン BASE THEATER
- 演劇ユニットザレ×ゴト第12回公演『らいおんの憂鬱』ニコラ役 (2016年2月4日-8日) シアターグリーン BASE THEATER
- 演劇ユニットみっくるんVol.0 『舞台はここに/ラブ・レター』(脚本(舞台は～)・演出・出演) 夢役/先生役 (2016年6月17日) 横浜スリーエス
- 演劇ユニットザレ×ゴト第13回公演『天使の決断』ミシェル役 (2016年12月16日-19日) 劇場MOMO(中野)
- 演劇ユニットザレ×ゴト第14回公演『真夜中にサルの夢を』日向 葵役 (2017年4月26日-30日) 下北沢Geki地下Liberty
- 音楽劇『赤毛のアン in サンリオピューロランド』ガーディ役 (2017年8月5日-6日) サンリオピューロランド
- 演劇ユニットハレボンド第４回公演『父、カエル。』東京公演 A チーム 雨夫役 (2017年10月26日-29日) 中野劇場HOPE
- A企画プロデュース『ばにら、明日をありがとう』Voice only (2018年2月21日-2月25日) テアトルBONBON
- ILLUMINUS『家族のはなし』東京公演 山本幸太（幼少期）役、コンビニ店員役 (2018年5月11日-5月13日) IMAホール
- ILLUMINUS『ナイゲン』3148役 (2018年6月12日-6月17日) 浅草九劇
- 『リア王2018』侍女役 (2018年8月22日-8月26日) 日本橋三越劇場
- アガリスクエンターテイメント番外公演・冨坂企画『みんなのへや・改』ストーカー役 (2018年10月17日-10月21日) CHARA DE 阿佐ヶ谷
- 『花嫁は雨の旋律（再演）』玲子役 (2018年10月31日-11月4日) 新宿シアターモリエール
- 『スターダスト・インフェルノ End Of Reboot』博士役 (2019年1月9日-14日) 新宿村LIVE
- filamentzプロデュース『Magnum Opus』二丁目役/ヘレナ役/バルタザール役/女3役 (2019年2月6日-13日) 新宿シアター・ミラクル
- 演劇ユニットザレ×ゴト第16回公演『廃墟のラルモ』主演　大泉望愛役 (2019年3月27日-31日) 花まる学習会王子小劇場
- 3rd-rushプロデュース『オセロ～白と黒が反転する時～』雨宮結城役 (2019年4月25日-29日) 両国エアースタジオ
- filamentzプロデュース『いざ、生徒総会』生徒会書記江益役 (2019年6月11日-17日) 新宿シアター・ミラクル
- ILLUMINUS『家族のはなし（再演）』山本幸太(幼少期)役 (2019年8月17日・21−25日) 長野公演：大町市文化会館大ホール/東京公演：六行会ホール
- 『PLAY JOURNEY!(アジア編)』(2019年10月8日-28日) WISE OWL HOSTELS TOKYO
- filamentzプロデュース『息を止めるピノキオ』B班ヒロイン エレナ役(2019年10月18日-23日) 新宿シアター･ミラクル
- ILLUMINUS『LUMINABELLA PROGRAM Vol.2』つくし役(2019年11月20日-24日) コフレリオ新宿シアター
- filamentz×アガリスクエンターテイメント『国府台ダブルス』※ 生徒会書記江益役(2020年1月22日-27日) 新宿村LIVE ※『いざ、生徒総会』／『卒業式、実行』の同時上演、『いざ～』に出演
- 長谷川優貴プロデュース公演『口』『』役(2020年7月23日-26日) 高田馬場ラビネスト＆Vimeoによるリアルタイム配信
- 目崎企画『いまこそわかれめ。』Aチーム(星澤x江益) 諏訪玲奈役(2020年10月3日-4日) 新宿シアター・ミラクル＆ツイキャスによるリアル配信あり(10月4日のみ)
- デストルドー9『アンドロギュノスの乙女』 三枝葵役、染谷奏太役(2021年1月16日-17日) シアターウィング　朗読劇・ツイキャスによるライブ配信
- CONTE STAGE『駐車場のハト』 田中役、藤原役、涼風蘭役、丸山役、姐さん役、赤ずきん役など(2021年2月12日-14日) 下北沢Geki地下Liberty
- 劇団競泳水着『夜から夜まで』 三並咲役(2021年5月12日-16日)下北沢駅前劇場＆観劇三昧でのライブ配信あり(5月13日のみ)
- 二人芝居「DUO」First公演 星降るクラスター 雨宮役(2021年7月1日-4日)赤坂πTOKYO
- Shojie's collection『脚本家の憂鬱』女役(2021年10月14-24日)下北沢スターダスト
- 「池袋ポップアップ劇場」Vol.19 『屋上の優しいスナイパー』 みゆき役 (2021年11月10日、21日)ミクサライブ東京&観劇三昧でのライブ配信あり(11月10日のみ)
- 『Transcendent Express』伊勢玲役 (2021年12月10日-19日)上野ストアハウス&カンフェティでのライブ配信あり(12月14日のみ)
- 『グレーな十人の娘』田中モモ役 (2022年4月21日-29日)新宿シアタートップス&観劇三昧でのライブ配信あり(4月27日のみ)
- コントユニットMELT#1『異能の人』団員、母、婆様、兵士役 (2022年6月10日-12日)吉祥寺櫂スタジオ&teketでのアーカイブ配信あり(6月12日のみ)
- 「池袋ポップアップ劇場 season2」『平面的な世界、断片的な部屋』 文学おんな役 (2022年6月15日、9月4日(スペシャル公演))ミクサライブ東京&観劇三昧でのライブ配信あり
- コントユニットMELT#1.5『僕のトマソン-夏-』アイドル、主婦、スパイ、母役 (2022年8月14日)ステージカフェ 下北沢亭
- calmo produce #02『リップカレント』 姫役 (2022年10月5日-10日)テアトルBONBON&観劇三昧でのライブ配信あり
- コントユニットMELT#2『眠る島』声のみ出演(妖精さん) (2022年10月14日-16日)北千住BUOY&teketでのアーカイブ配信あり(10月16日のみ)
- アガリスクエンターテイメント第30回公演『令和5年の廃刀令』八鍬舞役 (2023年3月19日-21日)座・高円寺1、(2023年4月21日-23日)すみだリバーサイドホール、(2023年5月1日-2日)としま区民センター&カンフェティでのライブ配信あり
- コントユニットMELT#2.5『僕のトマソン-晩春-』母、老女、AED女（江益さん）、殺人現場の女役 (2023年5月19日-20日)シアター711&teketでのアーカイブ配信あり
- 咲女花劇『散る君、うららと舞い上がり、』灰薔薇はいみ役（2024年1月31日-2月4日）六行会ホール[2]
- コントユニットMELT#3『スネーク・オイル』岩永咲子役（2024年3月6日-10日）王子小劇場&teketでのアーカイブ配信あり[3]
- アガリスクエンターテイメント第31回公演『なかなか失われない30年』大島晶役 (2024年4月27日 - 5月6日)新宿シアタートップス&観劇三昧でのアーカイブ配信あり(4月28日のみ)
- 劇団イン・ノート 第10回公演『海賊の時間』2024版 オレンジ役（2024年8月16日-18日）下北沢駅前劇場&teketでのアーカイブ配信あり[4]
- コントユニットMELT#4『赤砂』ノゾミ・オハラ役（2024年11月30日-12月1日）渋谷space EDGE&teketでのアーカイブ配信あり
- アガリスクエンターテイメント 二十周年記念興行 第1弾 第32回公演『二十歳の集い』（2025年1月4日）上野ストアハウス[5]

### ラジオドラマ
- 『『古谷を攻略せよ』#1』生徒会書記江益役(2021年2月2日~) ※『いざ、生徒総会』スピンオフ作品

### 脚本提供
- 『ONE～大切なもの～』クリスマスにまつわる2作品を上演（『イヴ・イヴ～12月23日～』が脚本提供作品）(2018年12月26日) まほろ座MACHIDA

### CM・広告・MV
- CM『アルファロメオ』
- CM『逆転オセロニアTVCM「回転寿司」篇』(声の出演)
- CM『逆転オセロニアTVCM「射的（サタン）」篇』(声の出演)
- CM『ボスゴールデンタイム『ザ・ドリフターズ』篇』
- MV『あなたの歌は最後にするね』

### イベント
- 横浜スリーエス 『24時間100キロマラソン企画』 (自転車伴走) (2016年4月4日～5日)
- 楽天スーパーライブTV 『「ネコの日」特集 Part 1 大人気にゃんこ「ふーちゃん」中継』(2017年02月21日)
- 若手声優団体声珈琲企画 『リーディングライブ「Voice BOX vol.5~駅の箱~」』原宿＆柿崎リコ役(Ｂキャスト) (2018年2月10日-2月12日) ステージカフェ下北沢亭
- FreeK-Laboratory企画 『リーディングライブ「UBUGOE vol.18 ～voice of comedy～」』(2018年4月5日-4月6日) 目黒パーシモンホール 小ホール
- アドリブ心理劇『レジスタンスイレブン』～クリスマスを守り抜け～ (2018年12月8日-12月16日、出演は12/8と10)コフリオ新宿シアター
- はなしばい『道連れ』(2020年5月6日～）※Youtubeによる朗読劇。(はなしごととのコラボ企画)
- メイド服で読む物語Weekly 第一夜『Millefeuille Pie Like(fragile) Mind』葉(よう)役(2020年5月13日)※ツイキャスによるリアルタイム朗読劇
- 劇団ノーミーツ 旗揚げ公演。『門外不出モラトリアム vol.1』Aki Ogawa役(2020年5月23日~24日)※ZoomおよびVimeoによるリアルタイム出演
- アガリスクエンターテイメント『ナイゲン(朗読版)』3148役(2020年5月30日~31日)※ZoomおよびYoutubeライブによるリアルタイム出演
- アートにエールを『SECOND DISTANCE』(2020年8月28日) Youtubeにて配信。脚本・演出：ワタナベリョウスケ、出演：江益凛 岡田怜志 波多野伶奈
- THE FIRST ACT『届かない、そこの扉よ』(2021年3月31日) Youtubeにて配信。作：日野祥太（Pandemic Design）、撮影：米澤郁弥（STUDIO CARNET）、古厩阿子
- THE SECOND ACT『届かない、そこの扉よ』(2021年4月7日) Youtubeにて配信。作：日野祥太（Pandemic Design）、撮影：米澤郁弥（STUDIO CARNET）、古厩阿子
- 『安達健太郎と役者が漫才とトークするLIVE』(2021年4月3日) 赤坂 πTOKYO
- imgオンライン公演『私たちに明日はある』小城琴音役(2022年2月28日-3月4日、2月26日~27日プレビュー公演) ZAIKOにて生配信。
- 『麗和落語～二〇二二夏の陣～』彩り人（二人落語「零」に出演）零号、オペレーター、のぶゆき、その子、丸山先生役(2022年5月13日-5月15日) teketoにてディレイ配信。
- 『麗和落語～二〇二二冬の陣～』彩り人（二人落語「月が綺麗ですね」に出演）みかこ役(2022年11月3日-11月6日) teketoにてディレイ配信。
- 『うたう！役者100人展！！』（「mirrors」(作：磯貝龍乎) を演じる様子を撮影した写真の展示）東京芸術劇場ギャラリー２＆アトリエウエスト(2022年12月23-27日・2023年1月4-9日)、京都 同時代ギャラリー(2023年1月31日-2月5日)
- 『麗和落語～二〇二三春の陣～』彩り人（二人落語「犬が西向きゃ尾は東」に出演）みなみ役/犬（テイル）役(2023年2月11日-2月12日) teketoにてディレイ配信。

### ライブ空間
SHOWROOM 『えますりんがこたえます』 (2016年11月～)
- SHOWROOM公式バレンタイン企画 チョコレート争奪戦！イベント　10位とアバター権獲得
- 音祭りvol.1イベント　2位とアバター権獲得
- sweets hunter～いちご編～vol.3イベント　1位獲得（2017年5月20日~6月5日）6月1日に三つ目のアバター権獲得
- 文学物語イベント　3位獲得とアバター権獲得（2017年9月8日-9月23日）

マシェバラ 江益凛 (2020年2月～)
- 名作ドラマ「ぞくり。」主演女性キャストオーディション 総合2位 出演権獲得（2020年2月6日-3月6日）
- 映画ホラーちゃんねる「樹海荘」主演配役オーディション 総合1位 出演権獲得（2021年3月27日-4月16日）

ツイキャス 江益凛 (2020年2月～)
Twitch 江益凛 (2022年3月～)

### 書籍
- 写真集「俳優」　演目：舞う台本。スチールカメラマン：市川唯人氏のクラウドファンディングによる出版。2020年9月27日完。11月発表。